# حمله انتحاری ثور ۱۳۹۸ کابل
در روز چهارشنبه ۱۸ ثور ۱۳۹۸ انفجاری در میان معترضان به بازداشت نظام‌الدین قیصاری در پارک شهرنو کابل، رخ داد. برخی مردم محل گفته‌اند که مهاجمان وارد دادستانی کل شده و درگیری در داخل محوطه آن جریان دارد. گروه طالبان مسئولیت انفجار در شهر نو کابل را به دوش گرفت و با نشر یک اعلامیه گفت که یک «شبکه آمریکایی» را در شهر نو کابل هدف حمله قرار داده‌است. وزارت صحت عامه اعلام کرده که تاکنون ۹ زخمی به شفاخانه انتقال یافته‌است. به گزارش آریانانیوز این انفجار در حوالی ساعت ۱۱:۴۰ به وقت محلی در مقابل مؤسسه کونتر پارت، در عقب دادستانی کل در ناحیه دهم شهر کابل رخ داد. شاهدان عینی می‌گویند که با گذشت نزدیک بیش از یک ساعت از انفجار هنوز هم دود غلیظ از این ساحه بلند می‌شود. این شاهدان می‌افزایند که گهگاهی صدای انفجارهای کوچک و بزرگ نیز از محل درگیری شنیده می‌شود.
وزارت داخله اعلام کرد که از اثر وقوع این انفجارها، تا کنون ۱۲ کشته و ۲۲ زخمی توسط آمبولانس به شفاخانه‌های کابل انتقال داده شده‌اند که همه افراد ملکی هستند.
رئیس‌جمهور غنی، ضمن محکوم کردن حملهٔ انفجاری و تهاجمی در ماه رمضان، بر یک دفتر ملکی در شهرنو کابل، به طالبان هشدار داده‌است که به پروسهٔ صلح بپیوندند؛ در غیر آن سرکوب خواهند شد. وی ضمن ابراز مراتب تسلیت و غمشریکی خود به خانواده‌های قربانیان، این حملهٔ تروریستی را یک «جنایت نابخشودنی» خواند.
پس از این حمله، ذبیح‌الله مجاهد، سخنگوی گروه طالبان توئیت کرد: «شبکه کونترپارت پروگرام خطرناکی را بنام انجیل به راه انداخته‌است که مردم را به اختلاط میان مرد و زن تشویق می‌کند.» وی مدعی شده‌است که شماری از مقام‌های دولتی و وکلای پارلمان در این شبکه سهم داشتند.

## زخمی‌شدگان و کشته‌ها
در پی وقوع چند انفجار پیاپی و همزمان با گردهمایی گروهی از سیاستمداران صورت گرفت شمار زخمیان به ۱۱ نفر رسید.

## هدف حمله
مؤسسهٔ خیریهٔ کونترپارت یک مؤسسهٔ آمریکایی است که با ادارهٔ انکشاف بین‌المللی ایالات متحده آمریکا (USAID) در افغانستان همکاری دارد.

## واکنش‌ها
مایک پمپئو، وزیر امور خارجه آمریکا حمله روز گذشته طالبان به مؤسسه خیریه «کاونتر پارت انترنیشنل» در کابل را حمله وحشیانه عنوان کرد و از طالبان خواست تا از حملات به غیرنظامیان دست بردارند. مایک پمپئو، وزیر امور خارجه امریکا حمله روز گذشته طالبان به موسسه خیریه «کاونتر پارت انترنیشنل» در کابل را حمله وحشیانه عنوان کرد و از طالبان خواست تا از حملات به غیرنظامیان دست بردارند.